# Хлівний Богдан Геннадійович
Богда́н Генна́дійович Хлівний (26 лютого 1993 — 4 грудня 2018) — старший солдат Збройних сил України, учасник російсько-української війни.

## Життєпис
Народився 1993 року у Кривому Розі (Довгинцівський район міста). Закінчив Криворізьку спеціалізовану школу № 9 — з поглибленим вивченням економіки, права та іноземних мов, по тому — Криворізький технічний коледж НМетАУ. Заочно навчався у ДЮІ МВС України, факультет № 3.
29 вересня 2016 року вступив на військову службу за контрактом; старший солдат, стрілець-помічник гранатометника 2-го механізованого взводу 3-ї механізованої роти 1-го механізованого батальйону 14-ї бригади.
Вранці 4 грудня 2018-го загинув від кулі снайпера поблизу села Новозванівка на Попаснянському напрямі.
6 грудня 2018 похований у Кривому Розі на Алеї Слави Центрального кладовища; в місті оголошено день жалоби.
Без Богдана лишились мама і брат-близнюк.

## Нагороди та вшанування
- указом Президента України № 270/2019 від 17 травня 2019 року «за особисту мужність і самовіддані дії, виявлені у захисті державного суверенітету та територіальної цілісності України, зразкового виконання військового обов'язку» — нагороджений орденом «За мужність» III ступеня (посмертно)[4]